# Луостарі (аеродром)
Луостарі (фін. Luostari — буквально монастир, іноді Печенга) — військовий аеродром біля села Корзуново і селищ Луостарі та Печенга в Мурманській області на північному заході Росії, поблизу кордону з Норвегією.

## Історія
Аеродром був введений в експлуатацію в 1942.
Тут служив Юрій Гагарін після закінчення Оренбурзької школи льотчиків (1957—1960).
У період з 1967 по 1994 рік аеродром використовувала 258-ма окрема вертолітна ескадрилья, яка літала на вертольотах Мі-24, Мі-35 і Мі-8.

## Стаціонарний радар «Резонанс-Н»
У 2022 в районі аеродрому «Луостарі» почалось будівництво стаціонарного радарного комплексу «Резонанс-Н». Метою комплексу є раннє виявлення повітряних цілей в повітряному просторі Норвегії та Фінляндії.